# Euchiton involucratus
Euchiton involucratus là một loài thực vật có hoa trong họ Cúc. Loài này được (G.Forst.) Holub mô tả khoa học đầu tiên năm 1974.